# Banc Mediolanum
El Banc Mediolanum és una entitat financera amb seu central a Barcelona. Actualment pertany al grup llombard Mediolanum.
Es va fundar el 1983 com a Banc de Finances i Inversions (Fibanc), va néixer a la ciutat de Barcelona i el 1990 es va unir al grup Mediolanum. El 2007 va adoptar el nom compost de Fibanc-Mediolanum i el 2010, el de Banc Mediolanum. Els principals accionistes del grup són la família fundadora Doris (amb el 40,49%) i un grup empresarial de Silvio Berlusconi (amb el 35,97%).